# 552
Évszázadok: 5. század – 6. század – 7. század
Évtizedek: 500-as évek – 510-es évek – 520-as évek – 530-as évek – 540-es évek – 550-es évek – 560-as évek – 570-es évek – 580-as évek – 590-es évek – 600-as évek
Évek: 547 – 548 – 549 – 550 –  551 – 552 – 553 – 554 – 555 – 556 – 557

## Események

### Bizánci Birodalom
- A bizánci-osztrogót háborúban Narszész 25 ezres seregével Ravennából megindul Róma felé. A gótok elállják az útját, de a taginaei csatában döntő vereséget szenvednek, Totila királyuk is elesik. Narszész eléri Rómát, amelynek gót védői rövid ostrom után megadják magukat.
- A gótok Teiát választják királyuknak, aki bosszúból legyilkoltatja az itáliai szenátorokat és túszként fogva tartott gyerekeiket.
- Iusztinianosz császár Liberius vezetésével kétezres sereget küld Hispániába, ahol a vizigótok polgárháborújában Agila és Athanagild vetélkednek a hatalomért. A történetírók ellentmondásosan adják meg hogy melyik fél támogatására érkeznek, de Liberius hamarosan sorra szállja meg a dél-hispániai városokat.
- A császár két nesztoriánus szerzetest küld Kínába, névleg missziós feladattal, de valójában azzal bízza meg őket, hogy csempésszenek ki selyemhernyópetéket Kínából. Az út két évig tart és a szerzetesek sikeresen teljesítik feladatukat, így megindulhat a selyemkészítés a Bizánci Birodalomban.
- Naptárreform az örmény egyházban, ez az év az örmény naptár első éve.
- Meghal Ménasz, Konstantinápoly pátriárkája. Utóda Eutükhiosz.

### Európa
- Az Audoin vezette longobárdok az asfeldi csatában döntő vereséget mérnek a gepidákra; Thurisind gepida király fiát, Thurismodot is megölik. Iusztinianosz császár el akarja kerülni a longobárd hegemóniát a régióban és békekötésre kényszeríti a feleket, megmentve ezzel a gepida királyságot a megsemmisüléstől.
- Cynric wessexi szász király elveszi Old Sarum várát a britonoktól.

### Kelet-Ázsia
- A dél-kínai Liang-dinasztia államában a meggyilkolt császár fellázadó öccse, Hsziao Ji legyőzi Hou Csing trónbitorló hadúr csapatait és eléri a fővárost, Csienkangot. Hou Csing csónakon menekül, de saját testőre megöli és testét átadja Hsziao Jinek. Az állam azonban a szétesés határán van, az északi tartományok kormányzói átálltak az Északi Csi és Nyugati Vej dinasztiákhoz, a nyugati tartományok pedig a szintén lázadó, magukat császárrá kikiáltó dinasztiatagok, Hsziao Csi és Hsziao Po kezén vannak. Az év végén Hsziao Ji is császárrá nyilvánítja magát és felveszi a Jüan uralkodói nevet.
- A zsuanzsuanok addigi vazallusa, a türk Bumin kikiáltja függetlenségét és megalapítja a Türk Kaganátust. Legyőzi a zsuanzsuanokat és azok kagánja, Anaguj öngyilkos lesz. Bumin helyzete megerősítésére kínai hercegnőt vesz feleségül a Nyugati Vej dinasztiából. Néhány hónappal később azonban meghal és helyét fia, Isszik kagán veszi át; a birodalom nyugati felét azonban Bumin öccse, Istemi kormányozza.

## Halálozások
- július 1. – Totila, osztrogót király
- Bumin, türk kagán
- Vej Hsziaocsing-ti, a Keleti Vej császára
- Hou Csing, kínai hadúr
- Ménasz, konstantinápolyi pátriárka
- I. Aba, asszír pátriárka

## Fordítás
- Ez a szócikk részben vagy egészben  a(z)   552 című angol Wikipédia-szócikk ezen változatának fordításán alapul.  Az eredeti cikk szerkesztőit annak laptörténete sorolja fel. Ez a jelzés csupán a megfogalmazás eredetét és a szerzői jogokat jelzi, nem szolgál a cikkben szereplő információk forrásmegjelöléseként.